# سحر طوسی
سحر طوسی (زادهٔ ۸ شهریور ۱۳۶۱) ورزشکار ایرانی در رشته سه‌گانه است.

## زندگی
طوسی سابقهٔ تحصیلات حوزوی در حوزه علمیه قبا و جامعة‌الزهرای قم دارد اما پس از مدتی در رشته روانشناسی تحصیلات خود را ادامه داد. او که سابقه تدریس در دبیرستان‌های دختران تهران داشت با تغییر مسیر حرفه‌ای به عنوان ورزشکار سه‌گانه فعالیت خود را ادامه داد.

## فعالیت‌ها

### کمپین دختران فردا
طوسی در آبان ۱۳۹۸ در حمایت از دخترانی که از مقطع ابتدایی به دلیل نبود امکانات تحصیلی ترک تحصیل کرده‌اند، مسیر ۲۰۰۰ کیلومتری بندر انزلی تا بندرعباس (دریای خزر تا خلیج فارس) را با دوچرخه رکاب زد. طوسی در ابتدا اعلام کرده بود که قصد دارد با رکاب‌زنی توجه خیرین را به این موضوع جلب کند و یک مدرسه بسازد؛ اما این کمپین که زیر نظر بنیاد خیریه مهر گیتی انجام می‌شد به سرعت مورد توجه رسانه‌ها قرار گرفت و با سرمایه‌گذاری جمعی منجر به ایجاد ۴ مدرسه در استان کرمان شد. مدرسه‌ای که با حمایت مالی انجمن حامی کانادا در روستای سهران کهنوج ایجاد شد با نام «سحر طوسی» نام‌گذاری شد.

### مسابقه آیرون‌من
در شهریور ۱۴۰۲ طوسی در مسابقه آیرون‌من ۲۰۲۳ ایتالیا شرکت کرد و موفق به پایان آن شد. در این رقابت شرکت‌کنندگان می‌بایست ۳.۸ کیلومتر شنا، ۱۸۰ کیلومتر دوچرخه‌سواری و ۴۲ کیلومتر دوندگی می‌کردند. طوسی پس از شیرین گرامی، دومین زن ایرانی است که توانسته است این رقابت را به پایان برساند.

## حواشی
سحر طوسی که با شعار «زن، زندگی، آزادی» در مسابقات آیرونمن شرکت کرده بود پس از بازگشت به ایران با اتهام «انتشار مطالب خلاف عفت عمومی» به دادگاه احضار شد و صفحات مجازی او برای مدتی بسته شد.